# 拉罗什拉贝耶
拉罗什拉贝耶（法語：La Roche-l'Abeille，法語發音：[la ʁɔʃ labɛj]）是法国新阿基坦大区上维埃纳省的一个市镇，位于该省西南部，属于利摩日区。

## 地理
拉罗什拉贝耶（45°35'46"N, 1°14'29"E）面积36.56 平方千米，位于法国新阿基坦大区上维埃纳省，该省份为法国中西部省份，北起顺时针与安德尔省、克勒兹省、科雷兹省、多爾多涅省、夏朗德省和维埃纳省接壤。
与拉罗什拉贝耶接壤的市镇（或旧市镇、城区）包括：雅纳亚克、库萨克博讷瓦勒、拉梅兹、圣普列斯特利古尔、圣伊里耶拉佩尔什。

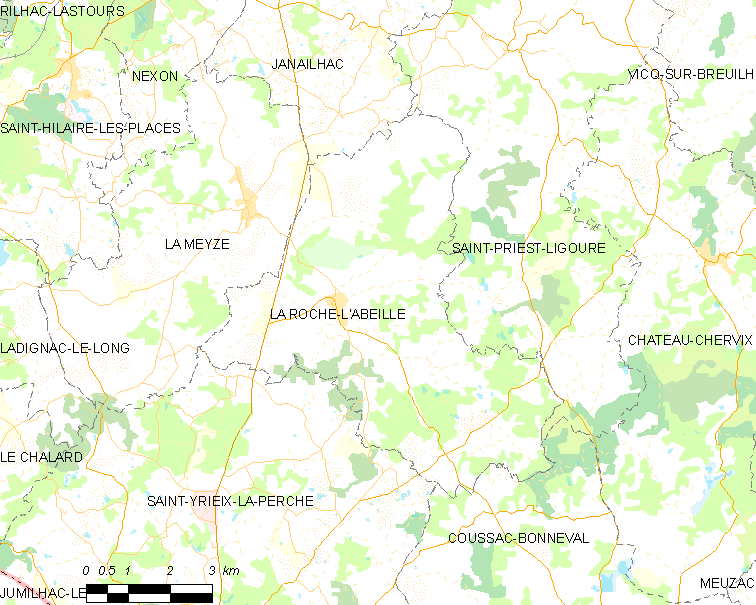
拉罗什拉贝耶的OSM定位图

拉罗什拉贝耶的时区为UTC+01:00、UTC+02:00（夏令时）。

## 行政
拉罗什拉贝耶的邮政编码为87800，INSEE市镇编码为87127。

## 政治
拉罗什拉贝耶所属的省级选区为圣伊里耶拉佩尔什县。

## 人口

1962-2008年间拉罗什拉贝耶人口变化图示

拉罗什拉贝耶于2022年1月1日时的人口数量为594人。